# Парамития
Парамития (на гръцки: Παραμυθιά; на албански: Ajdonati) е село в Северозападна Гърция, център на дем Сули, област Епир. Селото е разположено в Теспротия, в подножието на планината Корила.

## Личности
Свързани с Парамития
- Сотириос Вулгарис, бижутер, основоположник на модната империя Булгари
- Дионисий Философ (1560 – 1611), гръцки духовник и революционер